# Kovukçınar, Feke
Kovukçınar là một xã thuộc huyện Feke, tỉnh Adana, Thổ Nhĩ Kỳ. Dân số thời điểm năm 2009 là 374 người.